# Lenine, Ucraina
Lenine (în ucraineană Леніне) este așezarea de tip urban de reședință a raionului Lenine din Republica Autonomă Crimeea, Ucraina. În afara localității principale, nu cuprinde și alte sate.

## Demografie
Componența lingvistică a așezării de tip urban Lenine
     Rusă (74,72%)
     Tătară crimeeană (13,16%)
     Ucraineană (8,99%)
     Alte limbi (0,56%)
Conform recensământului din 2001, majoritatea populației așezării de tip urban Lenine era vorbitoare de rusă (74,72%), existând în minoritate și vorbitori de tătară crimeeană (13,16%) și ucraineană (8,99%).